# Таку

Та́ку (яп. 多久市, たくし, МФА: [taku ɕi̥]?) — місто в Японії, в префектурі Саґа.     Отримало статус міста 1954 року. Площа становить 96,93 км². Станом на 1 серпня 2011 року населення складало 21 175  осіб, густота населення — 218 осіб/км².     

## Історія
Таку отримало статус міста 1 травня 1954 року.